# تئو فابی
تئودوریکو فابی (ایتالیایی: Teodorico Fabi؛ زادهٔ ۹ مارس ۱۹۵۵ در میلان) رانندهٔ سابق مسابقات اتومبیل‌رانی اهل ایتالیا است که در فصل ۱۹۸۲، و دوباره از فصل ۱۹۸۴ تا ۱۹۸۷ در مجموع در ۷۱ گراند پری از مسابقات جهانی فرمول یک شرکت کرد.
فابی در طول دوران فعالیت خود در فرمول یک ۳ بار مسابقه را از پول پوزیشن آغاز کرد و در ۲ مسابقه موفق شد سریع‌ترین زمان طی یک دور پیست را به نام خود ثبت کند. او در این مسابقات ۲ بار بر روی سکو رفت و ۲۳ امتیاز را به نام خود به‌ثبت رساند.